# 约翰·斯科特
约翰·斯科特（英語：John Scott，1934年9月29日—1993年5月25日），澳大利亚男子帆船运动员。他曾代表澳大利亚参加1956年夏季奥林匹克运动会帆船比赛，搭档罗利·塔斯克获得一枚银牌。